# BAM Racing
BAM Racing war ein NASCAR-Team, dessen Hauptquartier in Charlotte, im Mecklenburg County im US-Bundesstaat North Carolina lag. Das Team wurde geleitet von Beth Ann und Tony Morgenthau und setzte im NASCAR Sprint Cup den Toyota mit der Startnummer 49 ein.

## Geschichte

### 2001 bis 2002
Das Team wurde im Jahre 2001 gegründet, um in der ARCA Racing Series anzutreten. Der Fahrer damals war Andy Hillenburg. Im selben Jahr versuchte BAM Racing sich auch für das Pepsi 400 des Winston Cup, dem heutigen Sprint Cup, auf dem Daytona International Speedway zu qualifizieren, scheiterte aber an der Qualifikation. Auch die folgenden Qualifikationsversuche der Saison für das Pennsylvania 500 auf dem Pocono Raceway, das Brickyard 400 mit Andy Hillenburg und das Pennzoil Freedom 400 mit Rich Bickle scheiterten.
Das erste Rennen im Winston Cup fuhr BAM Racing mit Shawna Robinson, einer Frau, am 17. Februar 2002 beim Daytona 500 auf dem Daytona International Speedway. Shawna Robinson beendete das Rennen auf dem 24. Platz mit 13 Runden Rückstand auf dem Sieger Ward Burton. Es wurde angekündigt, dass sie an 24 Rennen der Saison teilnehmen werde, jedoch gelang es ihr oft nicht einmal das Auto für das Rennen zu qualifizieren. Ihr letztes Rennen war das zweite Rennen, das jährlich in Daytona ausgetragen wird, das Pepsi 400, welches sie auf dem 40. Platz beendete. Kevin Lepage, Stuart Kirby, Ron Hornaday junior, Stacy Compton und Derrike Cope fuhren in den restlichen Rennen der Saison. Die beste Endplatzierung in einem Rennen erreichte Stacy Compton, der im EA Sports 500 auf dem Talladega Superspeedway Platz 22 belegte.

### 2003 bis 2008
Für die Saison 2003 holte sich BAM Racing den sehr erfahrenen Ken Schrader mit 1-800-CALL-ATT als Hauptsponsor auf dem Dodge mit der Startnummer 49. Dieser Sponsorenvertrag hielt allerdings nur ein halbes Jahr, danach trat das Team mit vielen verschiedenen Sponsoren auf. Das Team steigerte sich in der Saison erheblich und war in der Lage, sich für 32 der 36 Rennen zu qualifizieren. Zweimal reichte es für eine Top-10-Platzierung, erstmals im Virginia 500 auf dem Martinsville Speedway und dann wieder im GFS Marketplace 400 auf dem Michigan International Speedway, wo Schrader Achter wurde, was die beste Platzierung der Saison darstellte.

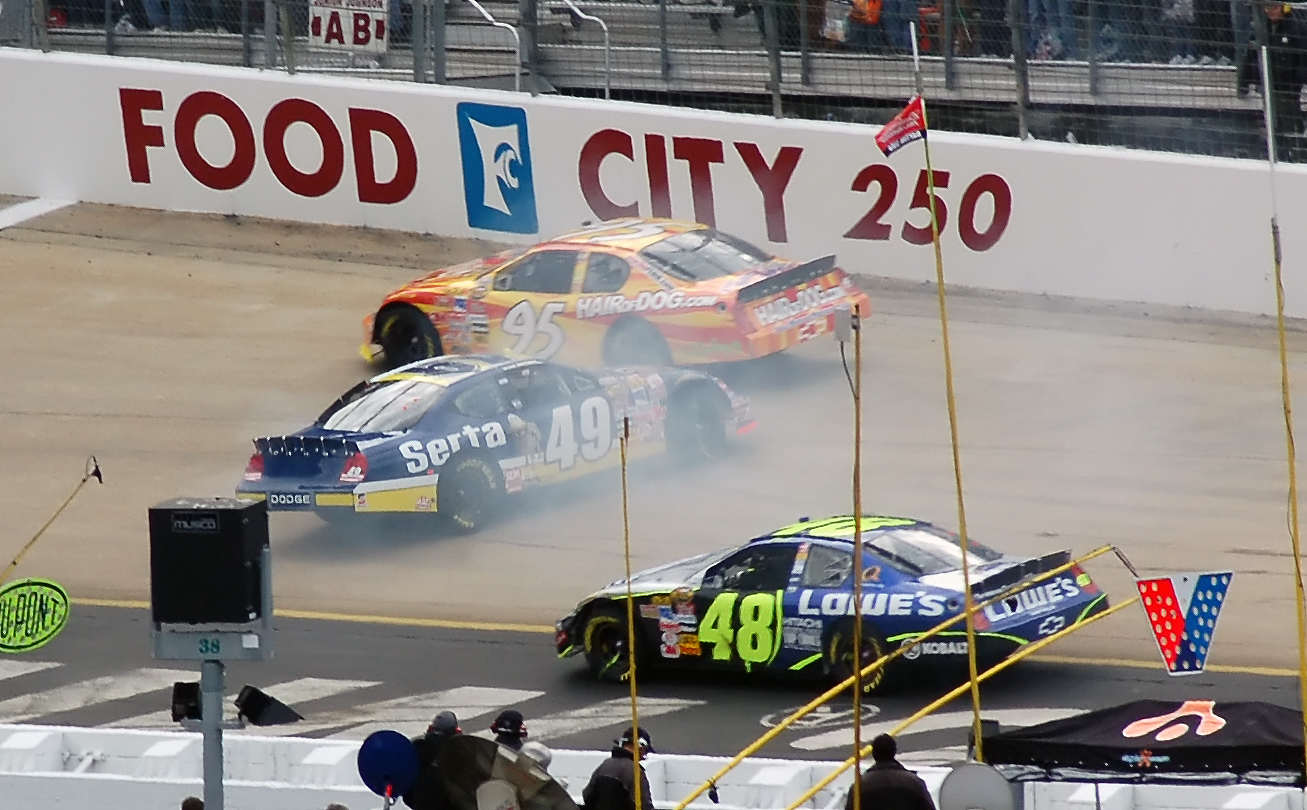
Die Startnummer 49 in der Saison 2006

Das Jahr 2004 startete BAM Racing erneut mit Ken Schrader. Ken Schrader schaffte es den seinen Dodge für alle 36 Rennen zu qualifizieren, dabei verbesserte er die durchschnittliche Endplatzierung, hatte drei Ausfälle weniger und erreichte mit einem sechsten Platz im Food City 500 auf dem Bristol Motor Speedway ein weiteres Top-10-Ergebnis. Das war gleichzeitig die bis dato beste Rennplatzierung des Teams. Neben der Startnummer 49 setzte BAM Racing im Jahre 2004 noch ein weiteres Auto ein. Dabei handelt es sich um den von SEM und Color Horizons gesponserten Dodge mit der Startnummer 59, der von dem Deutschen Klaus Graf gefahren wurde. Den ersten Qualifikationsversuch machte Graf im Dodge/Save Mart 350 auf dem Infineon Raceway. Er schaffte die Qualifikation, startete auf Platz 38 und beendete das Rennen auf einem guten 17. Platz noch vor bekannten Fahrern wie Dale Jarrett und Matt Kenseth. Auch für das Sirius Satellite Radio at The Glen versuchte er sich zu qualifizieren, scheiterte dann jedoch daran, dass das Qualifying aufgrund von Regen abgesagt werden musste. Ebenso scheiterte Graf an der Qualifikation zum Subway 500 auf dem Martinsville Speedway.
In der Saison 2005 behielt man Ken Schrader unter Vertrag, Klaus Graf kehrte nicht zurück. Ken Schrader kam insgesamt dreimal in die Top 10. Seine beste Platzierung war ein achter Platz im Aaron’s 499 auf dem Talladega Superspeedway. Der zehnte Platz, den er wenig später im Pepsi 400 auf dem Daytona International Speedway erfuhr. Am Ende des Jahres gab Schrader, der bei BAM Racing gute Entwicklungsarbeit geleistet hat, bekannt, dass er zu Wood Brothers/JTG Racing wechseln werde. In der Saison 2006 setzte BAM Racing diverse Fahrer ein. Man startete die Saison mit Brent Sherman, der Serta als Sponsor ins Team mitbrachte. Sherman hatte allerdings Probleme. Er qualifizierte sich nur für sechs Rennen und wurde aufgrund dessen auch entlassen, was allerdings auch bedeutete, dass Shermans Sponsor Serta das Team wieder verließ. Auf dem Martinsville Speedway wurde Jimmy Spencer eingesetzt, doch auch dieser scheiterte an der Qualifikation. Im Mai übernahm dann Mike Wallace für kurze Zeit das Steuer des Dodge mit der Startnummer 49, bevor Kevin Lepage sich dazu entschloss sein Team Front Row Motorsports zu verlassen, um BAM Racing zu helfen. Zudem wurde Chris Cook in den Straßenkurs-Rennen eingesetzt, doch auch er schaffte die Qualifikation für beide dieser Rennen nicht. Am Ende der Saison übernahm dann Mike Bliss das Cockpit von Kevin Lepage. Bliss qualifizierte sich für sechs Rennen. Seine beste Platzierung war ein 23. Platz im Dickies 500 auf dem Texas Motor Speedway.

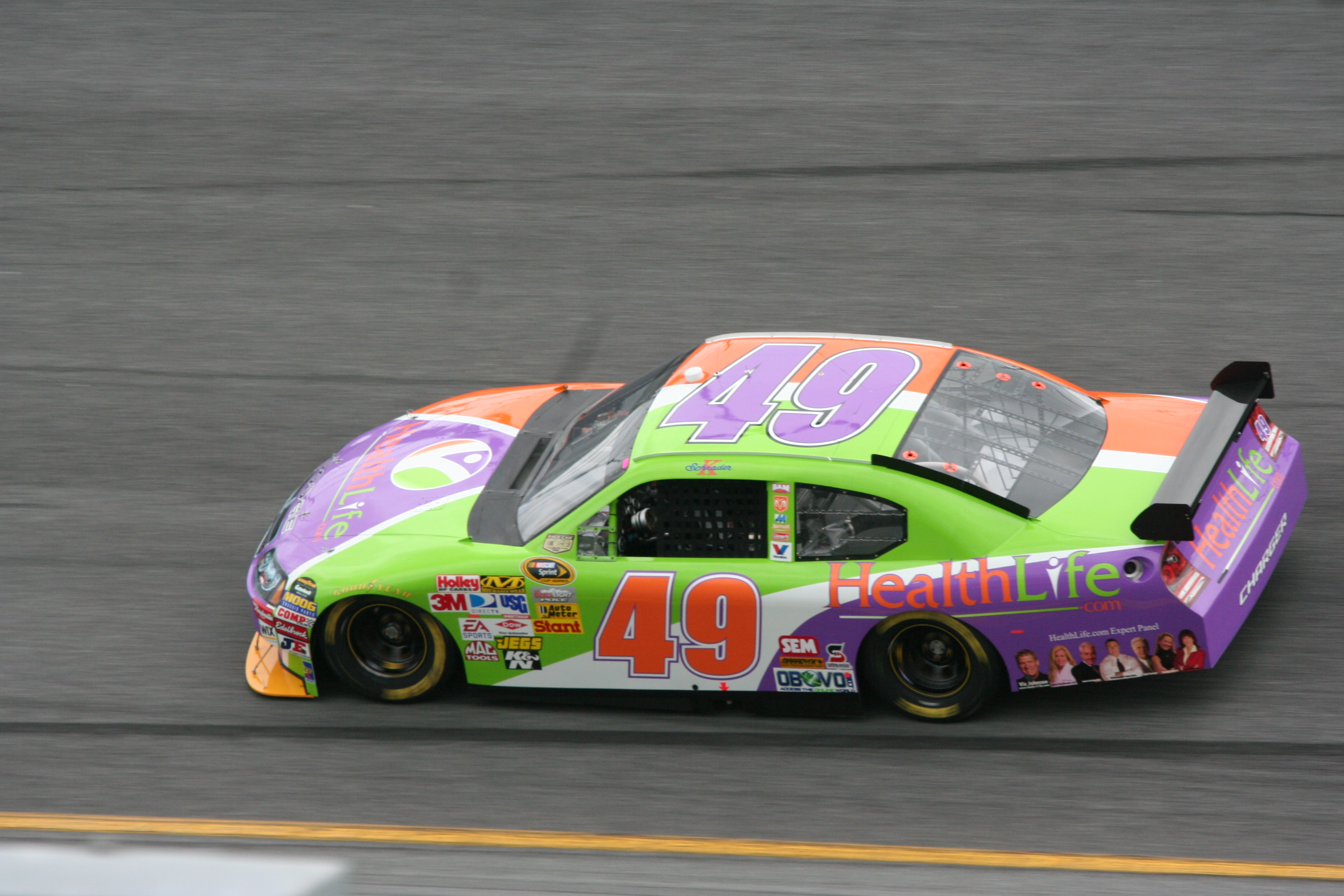
Die Startnummer 49 in der Saison 2008

Für die NASCAR-Nextel-Cup-Saison 2007 behielt man Mike Bliss unter Vertrag, dabei setzte man Motoren von Gillett Evernham Motorsports ein, jedoch verbesserte sich die Situation im Team kaum, so dass Mike Bliss das Team nach nur vier geglückten Qualifikationen verließ. Chad Chaffin übernahm für das Rennen auf dem New Hampshire International Speedway das Steuer, während das Team nach einem neuen Stammfahrer suchte. Währenddessen sollte Klaus Graf sein Comeback im Nextel Cup geben. Das Team gab bekannt ihn im Toyota/Save Mart 350 und im Centurion Boats at The Glen einsetzen zu wollen. Beim Toyota/Save Mart 350 scheiterte Graf wegen des nur schwer zu handhabenden Autos in der Qualifikation. Das Qualifying in Watkins Glen fiel wie auch schon 2004, als Klaus Graf die Qualifikation versuchte, dem Regen zum Opfer, so dass Klaus Graf auch in Watkins Glen nicht starten konnte, da sein Wagen nicht zu den Top 43 der Ownerpoints gehörte, die in diesem Fall einen garantierten Startplatz haben. Im späteren Verlauf der Saison kehrte Mike Bliss noch einmal für kurze Zeit zurück, wurde dann aber durch John Andretti ersetzt, der die Saison bei BAM Racing beenden wird.
Zum Start der Saison 2008 kehrte Ken Schrader zu BAM Racing zurück. Er scheiterte an der Qualifikation zu drei der ersten fünf Rennen. Zum Goody’s Cool Orange 500 in der Sprint Cup Saison 2008 wechselte das Team von Dodge zu Toyota. Des Weiteren hatte man mit Microsoft einen guten Sponsor gefunden, jedoch nahm das Team an keinem weiteren Rennen mehr teil. Trotz mehrfacher Ankündigung kehrte das Team auch in der Saison 2009 nicht in den Sprint Cup zurück.

### Seit 2010
BAM Racing plant, in der Saison 2010 wieder als Vollzeitteam im Sprint Cup an den Team zu gehen. Dazu schloss man eine Allianz mit Robby Gordon Motorsports, welches Autos und Personal zur Verfügung stellt und BAM Racing in technischen Fragen unterstützen wird.